# Federico Luigi Menabrea
Federico Luigi, Conte Menabrea, Marquis of Valdora, italijanski general, inženir, matematik, pedagog in politik, * 4. september 1809, † 24. maj 1896.
Menabrea je bil predsednik vlade Italije (1867–1869) in minister za zunanje zadeve Italije (1867–1869).